# Trichophyton fischeri
Trichophyton fischeri är en svampart som beskrevs av J. Kane 1977. Trichophyton fischeri ingår i släktet Trichophyton och familjen Arthrodermataceae.   Inga underarter finns listade i Catalogue of Life.